# 윤인완
윤인완(尹仁完, 1976년 7월 27일~)은 대한민국의 만화가이다.
《신암행어사》라는 작품을 통해 대중들에게 이름을 알렸다.